# زیردریایی کلاس یو-۵۲
زیردریایی کلاس یو-۵۲ (به انگلیسی: U-52-class submarine) یک کلاس از زیردریایی است که طول آن ۲۴۹ فوت ۳ اینچ (۷۵٫۹۷ متر) می‌باشد.